# Jacques Fabbri
Jacques Fabbri (4 de julio de 1925 – 24 de diciembre de 1997) fue un actor y director teatral, cinematográfico y televisivo de nacionalidad francesa.

## Biografía
Nacido en París, Francia, su nombre completo era Jacques Claude Fabbricotti. Formado tras la Liberación en la escuela de los cabarets de la Orilla Izquierda, en 1947 ingresó en la escuela del Théâtre du Vieux-Colombier. Permaneció dos años, durante los cuales tuvo como profesores a Henri Rollan, Michel Vitold y Tania Balachova, ganando a su salida el premio anual por su trabajo en Jean III, de Sacha Guitry. 
Su verdadero debut como actor llegó con Lucienne et le boucher, de Marcel Aymé, iniciándose en el cine con Les Dieux du Dimanche, de René Lucot.
En 1953 fundó un grupo teatral propio, con el cual ganó el concurso de Jeunes Compagnies. En 1963 y 1964 dirigió la compañía La Criée, en Aix-en-Provence, siendo Philippe Tiry el gerente de la formación.
En 1965 puso en escena El sueño de una noche de verano en la Comédie-Française, y al mismo tiempo dirigió su primera película, Les Pieds dans le plâtre.
Jacques Fabbri actuó en numerosas piezas de teatro y producciones cinematográficas. En televisión se dio a conocer con la serie Schulmeister, l'espion de l'empereur, trabajando después en el programa Tutti Fabbri.
Gran defensor del jazz, estuvo casado con la actriz Claudine Collas. Jacques Fabbri falleció en Tourgéville, Francia, en 1997. Fue enterrado en el Cementerio de Montmartre.

## Teatro

### Actor
- 1948 : Lucienne et le Boucher, de Marcel Aymé, escenografía de Georges Douking, Théâtre du Vieux-Colombier
- 1950 : Pucelle, de Jacques Audiberti, escenografía de Georges Vitaly, Teatro de la Huchette
- 1951 : La Belle Rombière, de Jean Clervers y Guillaume Hanoteau, escenografía de Georges Vitaly, Théâtre de la Huchette y Théâtre de l'Œuvre
- 1951 : Edmée, de Pierre-Aristide Bréal, escenografía de Georges Vitaly, Teatro de la Huchette
- 1951 : Monsieur Bob'le, de Georges Schehadé, escenografía de Georges Vitaly, Teatro de la Huchette
- 1952 : Les Taureaux, de Alexandre Arnoux, escenografía de Georges Vitaly, Théâtre Montparnasse
- 1952 : La Farce des ténébreux, de Michel de Ghelderode, escenografía de Georges Vitaly, Grand-Guignol
- 1953 : La Rechute ou la Vertu en danger, de John Vanbrugh, escenografía de Jacques Fabbri, Comédie-Caumartin
- 1953 : Les Hussards, de Pierre-Aristide Bréal, escenografía de Jacques Fabbri, Théâtre des Noctambules
- 1954 : Le Fantôme, a partir de Plauto, escenografía de Jacques Fabbri, Théâtre de l'Atelier
- 1954 : Les Hussards, de Pierre-Aristide Bréal, escenografía de Jacques Fabbri, Théâtre des Célestins
- 1956 : La Famille Arlequin, de Claude Santelli, escenografía de Jacques Fabbri, Théâtre Antoine, Premio Molière 1955
- 1956 : Jules, de Pierre-Aristide Bréal, escenografía de Jacques Fabbri, Théâtre Antoine
- 1956 : Misère et Noblesse, de Eduardo Scarpetta, escenografía de Jacques Fabbri, Teatro de la Alliance française
- 1958 : Lope de Vega, de Claude Santelli, escenografía de Jacques Fabbri, Théâtre de la Renaissance
- 1958 : Edmée, de Pierre-Aristide Bréal, Théâtre La Bruyère
- 1959 : La Jument du roi, de Jean Canolle, escenografía de Jacques Fabbri, Théâtre de Paris
- 1961 : Brouhaha, de George Tabori, escenografía de Jacques Fabbri, Théâtre de la Renaissance
- 1961 : La Jument du Roi, de Popesco De Malet, escenografía de Jacques Fabbri, Théâtre de la Renaissance
- 1962 : Les Bois du colonel, de Claude des Presles, escenografía de Angelo Bardi, Conservatoire national supérieur d'art dramatique
- 1962 : Las alegres comadres de Windsor, de William Shakespeare, escenografía de Guy Lauzin, Teatro del Ambigu-Comique
- 1962 : La Folie Rostanov, de Yves Gasc, escenografía de Maurice Guillaud, Théâtre Montansier
- 1963 : La Grande Oreille, de Pierre-Aristide Bréal, escenografía de Jacques Fabbri, Théâtre de Paris
- 1964 : L'Aquarium, de Aldo Nicolaï, escenografía de Jacques Fabbri, Théâtre de Paris y Théâtre des Célestins
- 1965 : La Grande Oreille, de Pierre-Aristide Bréal, escenografía de Jacques Fabbri, Théâtre de Paris
- 1965 : L'Envers d'une conspiration, de Alexandre Dumas, escenografía de Jacques Fabbri, Théâtre de Paris
- 1965 : Je veux voir Mioussov, de Valentín Katáyev, escenografía de Jacques Fabbri, Théâtre des Nouveautés
- 1967 : Qui est cette femme ?, de Norman Krasna, escenografía de Jacques Fabbri, Teatro de la Porte Saint-Martin
- 1968 : Les Hussards, de Pierre-Aristide Bréal, escenografía de Jacques Fabbri, Théâtre de Paris
- 1968 : L'Enlèvement, de Francis Veber, escenografía de Jacques Fabbri, Théâtre Édouard VII
- 1971 : Pauvre France !, de Ron Clark y Sam Bobrick, adaptación de Jean Cau, escenografía de Michel Roux, Théâtre Fontaine
- 1974 : La Bande à Glouton, de Jacques Fabbri y André Gillois, escenografía de Jacques Fabbri, Théâtre de l'Œuvre
- 1976 : Le Scénario, de Jean Anouilh, escenografía de Jean Anouilh y Roland Piétri, Théâtre de l'Œuvre
- 1977 : La Magouille ou la cuisine française, de Pierre-Aristide Bréal, escenografía de Jacques Fabbri, Théâtre de l'Œuvre
- 1983 : L'Etiquette, de Françoise Dorin, escenografía de Pierre Dux, con Jean Piat, Théâtre des Variétés
- 1985 : Glengarry Glen Ross, de David Mamet, adaptación de Pierre Laville, escenografía de Marcel Maréchal, La Criée Théâtre national de Marseille
- 1989 : La Trilogie des Coûfontaine : L'Otage, Le Pain dur, de Paul Claudel, escenografía de Jean-Paul Lucet, Théâtre des Célestins
- 1990 : El enfermo imaginario, de Molière, escenografía de Karim Salah, Théâtre La Bruyère

### Director
- 1953 : La Rechute ou la Vertu en danger, de John Vanbrugh, Comédie-Caumartin
- 1953 : Les Hussards, de Pierre-Aristide Bréal, Théâtre des Noctambules
- 1954 : Le Fantôme, a partir de Plauto, Théâtre de l'Atelier
- 1955 : La Famille Arlequin, de Claude Santelli, Théâtre du Vieux-Colombier
- 1956 : La Famille Arlequin, de Claude Santelli, Théâtre Antoine
- 1956 : Jules, de Pierre-Aristide Bréal, Théâtre Antoine
- 1956 : Misère et Noblesse, de Eduardo Scarpetta, Teatro de la Alliance française
- 1957 : Misère et noblesse, de Eduardo Scarpetta, Théâtre de la Madeleine
- 1958 : Lope de Vega, de Claude Santelli, Théâtre de la Renaissance
- 1959 : Sergent je vous aime, de Ira Levin, Théâtre de la Ville
- 1959 : La Jument du roi, de Jean Canolle, con Jacques Fabbri, Sophie Desmarets y Claude Piéplu, Théâtre de Paris
- 1961 : Brouhaha, de George Tabori, Théâtre de la Renaissance
- 1961 : La Jument du Roi, de Popesco De Malet, Théâtre de la Renaissance
- 1963 : La Grande Oreille, de Pierre-Aristide Bréal, Théâtre de Paris
- 1964 : L'Aquarium, de Aldo Nicolaï, Théâtre de Paris
- 1965 : L'Envers d'une conspiration, de Alejandro Dumas, Théâtre de Paris
- 1965 : Je veux voir Mioussov, de Valentín Katáyev, Théâtre des Nouveautés
- 1965 : El sueño de una noche de verano, de William Shakespeare, Comédie-Française
- 1967 : Qui est cette femme ?, de Norman Krasna, Teatro de la Porte Saint-Martin
- 1968 : Les Hussards, de Pierre-Aristide Bréal, Théâtre de Paris
- 1968 : L'Enlèvement, de Francis Veber, Théâtre Édouard VII
- 1974 : La Bande à Glouton, de Jacques Fabbri y André Gillois, Théâtre de l'Œuvre
- 1977 : La Magouille ou la cuisine française, de Pierre-Aristide Bréal, Théâtre de l'Œuvre
- 1979 : Je veux voir Mioussov, de Marc-Gilbert Sauvajon y Valentín Katáyev, Théâtre du Palais-Royal

## Filmografía

### Actor

#### Cine
- 1949 : Rendez-vous de juillet, de Jacques Becker
- 1950 : La Dame de chez Maxim, de Marcel Aboulker
- 1952 : Trois femmes, de André Michel (segmento "Mouche")
- 1952 : Les Sept Péchés capitaux, de Yves Allégret (sketch "La Luxure")
- 1952 : Les femmes sont des anges, de Marcel Aboulker
- 1953 : Une vie de garçon, de Jean Boyer
- 1953 : Mon frangin du Sénégal, de Guy Lacourt
- 1953 : Crainquebille, de Ralph Habib
- 1954 : Destinées, de Jean Delannoy (segmento "Jeanne")
- 1954 : Le Défroqué, de Léo Joannon
- 1954 : Les hommes ne pensent qu'à ça, deYves Robert
- 1954 : Cadet Rousselle, de André Hunebelle
- 1955 : Les Chiffonniers d'Emmaüs, de Robert Darène
- 1955 : Les Grandes Manœuvres, de René Clair
- 1956 : Mitsou, de Jacqueline Audry
- 1957 : Fumée blonde, de Robert Vernay
- 1957 : À pied, à cheval et en voiture, de Maurice Delbez
- 1957 : Ce joli monde, de Carlo Rim
- 1958 : La Bonne Tisane, de Hervé Bromberger
- 1958 : Le Train de 8h 47, de Jack Pinoteau
- 1958 : Madame et son auto, de Robert Vernay
- 1959 : Les Naufrageurs, de Charles Brabant
- 1959 : Bobosse, de Étienne Périer
- 1959 : Le Travail c'est la liberté, de Louis Grospierre
- 1960 : La Chatte sort ses griffes, de Henri Decoin
- 1960 : La Française et l'Amour, de René Clair (segmento "Le Mariage")
- 1961 : Les filles sèment le vent, de Louis Soulanes
- 1961 : Le Pavé de Paris, de Henri Decoin
- 1961 : La Belle Américaine, de Robert Dhéry
- 1961 : Napoléon II, l'aiglon, de Claude Boissol
- 1962 : Mon oncle du Texas, de Robert Guez
- 1962 : La Nuit des rois, de Claude Barma
- 1962 : L'Empire de la nuit, de Pierre Grimblat
- 1965 : Les Pieds dans le plâtre, de Jacques Fabbri y Pierre Lary
- 1967 : Les Sept de l'escalier quinze B, de Georges Régnier
- 1970 : The Lady in the Car with Glasses and a Gun, de Anatole Litvak
- 1971 : Daisy Town, de Morris, René Goscinny y Pierre Tchernia
- 1974 : Les Suspects, de Michel Wyn
- 1978 : La Ballade des Dalton, de René Goscinny y Morris
- 1978 : Je suis timide mais je me soigne, de Pierre Richard
- 1980 : La Banquière, de Francis Girod
- 1981 : Diva, de Jean-Jacques Beineix
- 1981 : Signé Furax, de Marc Simenon
- 1982 : Guy de Maupassant, de Michel Drach
- 1982 : Un matin rouge, de Jean-Jacques Aublanc
- 1987 : Sortie de bain, de Jean-Pierre Ronssin
- 1988 : Bonjour l'angoisse, de Pierre Tchernia
- 1990 : La Femme fardée, de José Pinheiro
- 1995 : Croce e delizia, de Luciano De Crescenzo

#### Televisión
- 1956 : Le Revizor ou L'inspecteur général, de Marcel Bluwal
- 1958 : Misère et Noblesse, de Eduardo Scarpetta, dirección de Marcel Bluwal
- 1961 : Un bon petit diable, de Jean-Paul Carrère
- 1962 : Le Théâtre de la jeunesse: Le Fantôme de Canterville, de Marcel Cravenne
- 1963 : Le Théâtre de la jeunesse: Le Général Dourakine, de Yves-André Hubert
- 1964 : Assurance de mes sentiments les meilleurs, de Marcel Bluwal
- 1966 : Au théâtre ce soir: La Grande Oreille, de Pierre-Aristide Bréal, escenografía de Jacques Fabbri, dirección de Georges Folgoas, Théâtre Marigny
- 1968 : Au théâtre ce soir: Les Compagnons de la marjolaine, de Marcel Achard, escenografía de Jacques Fabbri, dirección de Pierre Sabbagh, Théâtre Marigny
- 1968 : Au théâtre ce soir: Les Hussards, de Pierre-Aristide Bréal, escenografía de Jacques Fabbri, dirección de Pierre Sabbagh, Théâtre Marigny
- 1968 : Au théâtre ce soir: Je veux voir Mioussov, de Valentín Katáyev, dirección de Pierre Sabbagh, Théâtre Marigny
- 1969 : Le Trésor des Hollandais, de Philippe Agostini
- 1969 : Au théâtre ce soir: Les Suisses, de Pierre-Aristide Bréal, escenografía de Jacques Fabbri, dirección de Pierre Sabbagh, Théâtre Marigny
- 1970 : Au théâtre ce soir: C'est malin, de Fulbert Janin, escenografía de Jacques Fabbri, dirección de Pierre Sabbagh, Théâtre Marigny
- 1970 : Au théâtre ce soir: Las alegres comadres de Windsor, de William Shakespeare, escenografía de Jacques Fabbri, dirección de Pierre Sabbagh, Théâtre Marigny
- 1971 : Au théâtre ce soir: Misère et noblesse, de Eduardo Scarpetta, escenografía de Jacques Fabbri, dirección de Pierre Sabbagh, Théâtre Marigny
- 1971 : Schulmeister, l'espion de l'empereur, de Jean-Pierre Decourt
- 1972 : Les Évasions célèbres: Attale, esclave Gaulois
- 1976 : La Bande à Glouton, de François Chatel
- 1978 : Au théâtre ce soir: Le Bon Numéro, de Eduardo De Filippo, escenografía de Jacques Fabbri, dirección de Pierre Sabbagh, Théâtre Marigny
- 1978 : Le Scénario, de François Chatel
- 1979 : Au théâtre ce soir: À vos souhaits, de Pierre Chesnot, escenografía de Claude Sainval, dirección de Pierre Sabbagh, Théâtre Marigny
- 1979 : Au théâtre ce soir: La Magouille, de Pierre-Aristide Bréal, escenografía de Jacques Fabbri, dirección de Pierre Sabbagh, Théâtre Marigny
- 1980 : Au théâtre ce soir: Feu Toupinel, de Alexandre Bisson, escenografía de Jacques Fabbri, dirección de Pierre Sabbagh, Théâtre Marigny
- 1980 : Le Volcan de la rue Arbat, de Philippe Ducrest
- 1983 : Orphée, de Claude Santelli
- 1984 : Au théâtre ce soir: Les Hussards, de Pierre-Aristide Bréal, escenografía de Jacques Fabbri, dirección de Pierre Sabbagh, Théâtre Marigny
- 1985 : Les Bargeot
- 1987 : La Baleine blanche, de Jean Kerchbron
- 1989 : Les Cinq Dernières Minutes: La mort aux truffes, de Maurice Frydland

### Director
- 1965 : Les Pieds dans le plâtre, codirigida con Pierre Lary
- 1991 : Open en bloot